# Frank Jörg Richter
Frank Jörg Richter (født 22. september 1964 i Hannover) er en tysk tidligere roer, dobbelt olympisk medaljevinder og tredobbelt verdensmester.
Richter roede i sin ungdom i flere forskellige bådtyper og blev blandt andet vesttysk mester i toer uden styrmand sammen med Roland Baar i 1986 og 1987, men kom efterhånden til at koncentrere sig om otteren. I denne klasse blev han verdensmester for Vesttyskland i 1990, en præstation han gentog for det nu genforenede Tyskland i både 1993 og 1995. Han kunne ikke være med til at forsvare VM-titlen i 1991, da han var skadet dette år.
Han deltog ved OL 1992 i Barcelona for Tyskland i otteren. Her blev tyskerne nummer to i indledende heat og vandt derpå semifinalen. I finalen kom kampen om guldet til at stå mellem Canada og Rumænien, hvor førstnævnte vandt, mens tyskerne sikrede sig bronzen. Bådens besætning bestod ud over Kirchhoff af Detlef Kirchhoff, Thorsten Streppelhoff, Armin Eichholz, Bahne Rabe, Hans Sennewald, Ansgar Wessling, Roland Baar og styrmand Manfred Klein.
Han var igen del af den tyske otter ved OL 1996 i Atlanta. Tyskerne blev her nummer to i indledende heat og vandt derpå sit opsamlingsheat. I finalen var den hollandske båd suveræn og vandt med et forspring på næsten to sekunder ned til tyskerne på andenpladsen, mens den russiske båd blev nummer tre. Mark Kleinschmidt, Roland Baar, Wolfram Huhn, Ulrich Viefers, Detlef Kirchhoff, Thorsten Streppelhoff, Marc Weber og styrmand Peter Thiede udgjorde resten af tyskernes besætning.
I sit civile liv blev Richter uddannet arkitekt.

## OL-medaljer
- 1996:  Sølv i otter
- 1992:  Bronze i otter